# هورست كارستن
هورست كارستن (بالألمانية: Horst Karsten)‏ هو فارس ‏ ألماني، ولد في 1936 في الزفلس في ألمانيا.

## وصلات خارجية
- هورست كارستن على موقع أوليمبيديا (الإنجليزية)